# Заптіє
Заптіє (тур. Zaptie — перекладається як правоохоронні органи) — одиниця жандармерії в італійських колоніях Триполітанії, Еритреї, Киренаїці, а також італійському Сомалі в період з 1889 по 1942 рр. По суті заптіє були карабінерами, додатково озброєними шаблями та револьверами.

## Склад

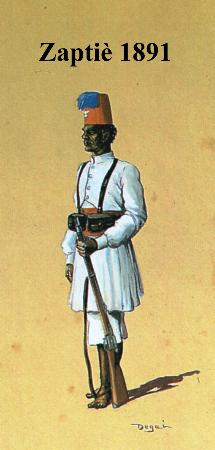
Заптіє, 1891 рік

Офіцерами та унтер-офіцерами були італійці, в той час як звичайні рядові солдати були уродженцями колоній. Наприклад, в 1927 р. з-поміж заптіє Сомалі було 1500 сомалійців та 72 італійських офіцери.

## Уніформа
Уніформа варіювалася залежно від колонії, в якій розташовувалась жандармерія, але все ж зазвичай це були фески, одяг білого кольору або хакі обв'язаний червоним поясом.